# Derlis Soto
Derlis Soto (Caaguazú, 4 de março de 1973) é um ex-futebolista paraguaio que atuava como atacante.

## Carreira
Derlis Soto integrou a Seleção Paraguaia de Futebol na Copa América de 1997.